# Florence Hardouin
Pour les articles homonymes, voir Hardouin et Topin.
Florence Hardouin, née Topin le 26 janvier 1967 à Neuilly-sur-Seine, est une escrimeuse et dirigeante sportive française.
Elle occupe la fonction de directrice générale de la Fédération française de football depuis 2013.

## Biographie

### Carrière sportive
Florence Topin est escrimeuse internationale entre 1989 et 1996. Elle remporte la médaille d'argent en épée par équipe aux Championnats du monde d'escrime 1991 à Budapest ainsi que trois tournois de Coupe du monde d'escrime.

### Carrière professionnelle

#### En France
En parallèle de sa carrière sportive, elle travaille au ministère de la Jeunesse et des Sports à partir de 1991, puis pour différentes entreprises en tant que responsable marketing (Stade de France, Bouygues Telecom, Canal + et SFR) ; elle devient responsable du développement marketing et commercial de la Fédération française de football (FFF) en 2008. Directrice générale adjointe en 2011, elle prend la place de directrice générale de la FFF en 2013.
Le 11 janvier 2023, elle est mise en retrait à la suite d'accusations de harcèlement au travail au sein de la Fédération en 2020. Très affectée par cette décision, elle est victime d’un infarctus et hospitalisée en soins intensifs.

#### À l'UEFA
Elle est de 2011 à 2015 membre de la commission de conseil en marketing de l'Union des associations européennes de football (UEFA). 
Florence Hardouin est la première femme à être élue membre du comité exécutif de l'UEFA lors du congrès de l'UEFA à Budapest en mai 2016 pour un mandat de trois ans.

## Polémiques
Elle est accusée de harcèlement au travail au sein de la Fédération en 2020 par le New York Times. La majorité des membres du comité exécutif de la FFF a demandé au président Noël Le Graët son départ, en octobre 2022. Annoncée sur le départ depuis plusieurs jours, elle est mise à pied à titre conservatoire à l'issue du comité exécutif extraordinaire de la Fédération réuni le 11 janvier 2023.

## Distinctions
- Chevalière de la Légion d'honneur (décret du 31 décembre 2018)[1]